# Christian Malford
 (septembre 2023).
Pour les articles homonymes, voir Christian.
Christian Malford est une paroisse civile et un village du Wiltshire, en Angleterre.